# Treinamento vocal
A terapia vocal ou treinamento vocal é um método não cirúrgico usado para melhorar ou modificar a voz em indivíduos transgêneros, transexuais e crossdressers (ou transformistas), com objetivo de refletir total ou parcialmente como o gênero desejado. Tendo em vista que a voz não é uma característica modificada pelo estrogênio, uma mulher transexual frequentemente recorre à terapia da voz como parte de sua transição de gênero, para que sua voz soe feminina, e portanto adequada, fazendo-a passar despercebida, o que aumenta suas chances de não ser estigmatizada pela sociedade.
Quando a técnica vocal não surte efeitos, pode-se recorrer à cirurgia, que nesse caso envolve riscos de perda de voz ou elevamento ou rebaixamento excessivos do tom (quer dizer, voz excessivamente grossa e rouca ou, por outro lado, fina e esganiçada).